# Sebastian von Bomhard

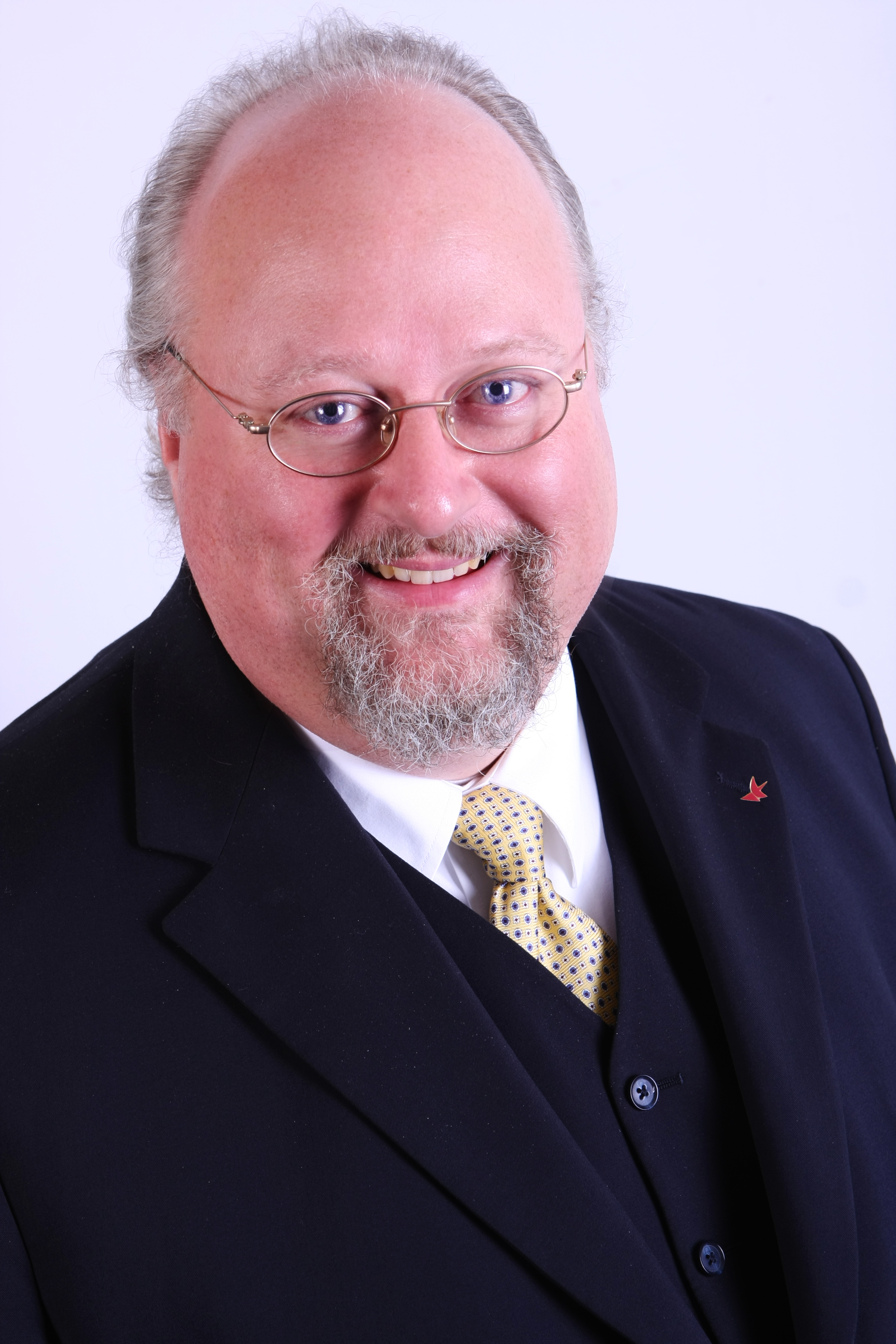
Sebastian von Bomhard (2011)

Sebastian von Bomhard (* 20. Juni 1961 in Gräfelfing) ist ein deutscher Internetpionier und Unternehmer.

## Leben
Nach dem Abitur am Wilhelmsgymnasium München im Jahr 1980 studierte Sebastian von Bomhard zunächst Mathematik an der Ruprecht-Karls-Universität Heidelberg, wo er im Corps Suevia aktiv wurde und 1981 recipiert wurde. Zum Wintersemester 1984 wechselte er an die Freie Universität Berlin. Im Sommer 1984 belegte er an der Ludwig-Maximilians-Universität München ein Semester lang das Fach Musikwissenschaft und wurde im Corps Isaria aktiv. Im September 1984 nahm er das Studium der Formalen Logik bei Professor Curt C. Christian an der Universität Wien auf, das er im Jahr 1990 mit dem Magister der Naturwissenschaften (Mag. rer. nat.) mit einer Arbeit zum Thema Pseudorelativkomplementäre Verbände abschloss. 
Parallel übte er selbständige Tätigkeiten als Programmierer, EDV-Planer und Dozent beim Control Data Institute und der Philips Akademie aus. Inhaltliche Schwerpunkte waren zu der Zeit die Programmiersprachen C, SQL und Unix sowie das Internet im Allgemeinen und Datenbankdesign im Besonderen. Ab 1989 arbeitete er darüber hinaus als freier Journalist für IT-Fachzeitschriften wie iX - Magazin für professionelle Informationstechnik, ab 1991 auch für Fokus (später umbenannt in Datenbankfokus und IT Fokus).
Von Bomhard ist verheiratet und hat drei Kinder. Er lebt in Krailling bei München.

## Firmengründung
1986 wurde Sebastian von Bomhard durch einen Studienaufenthalt an der Universität Pittsburgh auf das Internet aufmerksam. Ein mit dem Getränkeautomaten im Wohnheim verbundener Sensor, der den Füllstand und die Getränketemperatur über das Internet anzeigt, ist auch nach seiner Rückkehr in Deutschland noch aufrufbar, ein Umstand, der ihn nachhaltig beeindruckte. „Erst als er – wieder zurück in der Heimat – den Code [...] in seinen Computer eingibt und sehen kann, welche Temperatur das Getränk rund 12.000 Kilometer entfernt misst, begreift er: Das Internet wird die Welt verändern.“
In der Folge rief er am 12. März 1993 zusammen mit sechs weiteren Internet-Enthusiasten den Non-Profit-Verein "muc.de e.V." ins Leben, um die Verbreitung des Internets in Deutschland zu fördern. „Muc.de will jeden Münchner, der das möchte, ans Netz bringen. Die Grundidee, die private lokale Datenkommunikation zu fördern, ist geboren.“ Für die Region München wird muc.de beim Individual Network Mitglied. Kurz nach der Gründung der Firma SpaceNet GmbH durch Sebastian von Bomhard, Axel Bauer und Martin Twickler am 20. Dezember 1993, eingetragen ins Handelsregister am 12. Januar 1994, zog der Verein muc.de aus der Sedanstraße in die Räumlichkeiten der Firma SpaceNet um. Nach wie vor gehört Sebastian von Bomhard zum Vorstand des Vereins. Bestimmte Dienste des Vereins stehen auch heute noch zur Verfügung, zum Beispiel ist die E-Mail-Adresse muc.de noch in Verwendung. Als erste deutsche Großstadt gelangte die Stadt München mit muenchen.de ins Internet, aufgrund einer Initiative der SpaceNet GmbH und des Münchener Kunsthändlers Georg Puluj.
Unternehmensziel der SpaceNet GmbH war zunächst die Vernetzung von Unternehmen via Satellit. Am 28. August 2000 wurde aus der SpaceNet GmbH eine Aktiengesellschaft, mit Sebastian von Bomhard als Vorstand. Der Unternehmensschwerpunkt der SpaceNet AG liegt heute im Bereich Hosting und dem Betrieb von ISO-zertifizierten Rechenzentren. Im Jahr 2017 hatte die SpaceNet AG rund 120 Mitarbeiterinnen und Mitarbeiter. Der Jahresbericht 2016 verzeichnete einen Rohertrag von 11,5 Millionen Euro.

## Netzpolitisches Engagement
Sebastian von Bomhard war Gründungsmitglied zahlreicher netzpolitischer Initiativen und Verbände. Im Jahr 1995 nahm er im Vorfeld der Gründung der Bundesdatenautobahn BDA an einem Treffen in Hamburg teil, das auch als Initialzündung für Eco, den Verband der Internetwirtschaft galt. Wenig später wurde unter dem Dach von Eco eine Internet Content Task Force (ICTF) aus Vertretern der Politik und der Internetwirtschaft ins Leben gerufen, zu deren Gründungsmitgliedern von Bomhard ebenfalls gehört. Ihr Anliegen war und ist die inhaltliche Selbstkontrolle im Netz.
1995 schlossen sich fünf unabhängige Provider zur Bundesdatenautobahn zusammen, mit dem Ziel der Verbesserung der Netzinfrastruktur in Deutschland. „Die Bundesdatenautobahn war ein leistungsfähiges Netzwerk, das aus dem Zusammenschluß mehrerer deutscher Internet-Dienste zu einem überregionalen virtuellen und Hosting-Provider entstand. Sie nahm als erster bundesweiter ‚Information Highway‘ (Datenautobahn) im Januar 1995 den Betrieb auf.“ Die von Sebastian von Bomhard gegründete Firma SpaceNet betrieb in diesem Rahmen die „Auffahrt München“. „Die BDA (stellte) den technischen Rahmen für die Internetauftritte des ersten Nachrichtenmagazins (Spiegel) und der weltweit ersten regionalen Tageszeitung (Schweriner Volkszeitung) und anderer Anbieter dar.“ Über die BDA war auch die erste Internetausgabe der Wochenzeitung Die Zeit abrufbar.
2009 gründete SpaceNet zusammen mit anderen Internetprovidern das Forum Provider gegen Kindermissbrauch im Internet (FGMB), mit dem Ziel, „die Arbeit der Polizei konkret und zielführend zu unterstützen, um Täter dingfest zu machen und damit Verbrechen gegen Kinder zu verhindern, ohne sich direkt in Polizeiarbeit einzumischen.“ Anlass war die von der Bundesregierung geplante, aus Sicht von Bomhards wirkungslose Sperrung von Internetseiten mit strafrechtlich relevanten Inhalten. Zu diesem Thema wurde Sebastian von Bomhard am 25. Oktober 2010 auch als Experte bei einer Anhörung im Unterausschuss Neue Medien des Deutschen Bundestages geladen.
Am 25. April 2016 reichte der Internetverband Eco auf Initiative Sebastian von Bomhards zusammen mit der SpaceNet AG Klage vor dem Verwaltungsgericht Köln gegen die Vorratsdatenspeicherung ein, zugleich wurde ein Eilantrag gestellt. Der Eilantrag wurde zunächst mit Beschluss vom 25. Januar 2017 abgelehnt, in der nachfolgenden Beschwerde gegen den Beschluss vor dem Oberverwaltungsgericht für das Land Nordrhein-Westfalen in Münster verzeichnete die SpaceNet AG jedoch einen Teilerfolg. Mit Beschluss vom 22. Juni 2017 wurde dem Eilantrag stattgegeben und das Unternehmen von der Speicherpflicht befreit. In der Folge setzte die Bundesnetzagentur die Pflicht zur Vorratsdatenspeicherung im Rahmen des zum 1. Juli 2017 in Kraft getretenen Gesetzes bis zur Entscheidung einer Klage im Hauptsacheverfahren vorläufig bundesweit aus.

## Gremien und Verbände
- 2010 Sachverständiger bei der Anhörung[23] für die Enquete-Kommission Internet und digitale Gesellschaft zu den Themen Netzneutralität – Kapazitätsengpässe, Differenzierung, Netzwerkmanagement des Deutschen Bundestags am 4. Oktober 2010[24][25][26]
- seit der Gründung der DENIC eG im Jahr 1996 Aufsichtsratsmitglied, 1998–2007[27] als Vorsitzender[28][29]; als Gründungsmitglied hat die Firma SpaceNet die Mitgliedsnummer 1.
- seit November 2011 Mitglied im Medienkreis des Deutschen Industrie- und Handelskammertags (DIHK) und in der Kommission der Arbeitskreise Medien[30] der IHK München und Oberbayern
- seit März 2017 Mitglied im Arbeitskreis digitale Geschäftsmodelle, initiiert vom Zentrum Digitalisierung Bayern
- Beisitzer in der Sitzungsperiode vom 1. Januar 2013 bis zum 31. Dezember 2021 bei der Einigungsstelle für Wettbewerbsstreitigkeiten der Industrie- und Handelskammer für München und Oberbayern

## Auszeichnungen

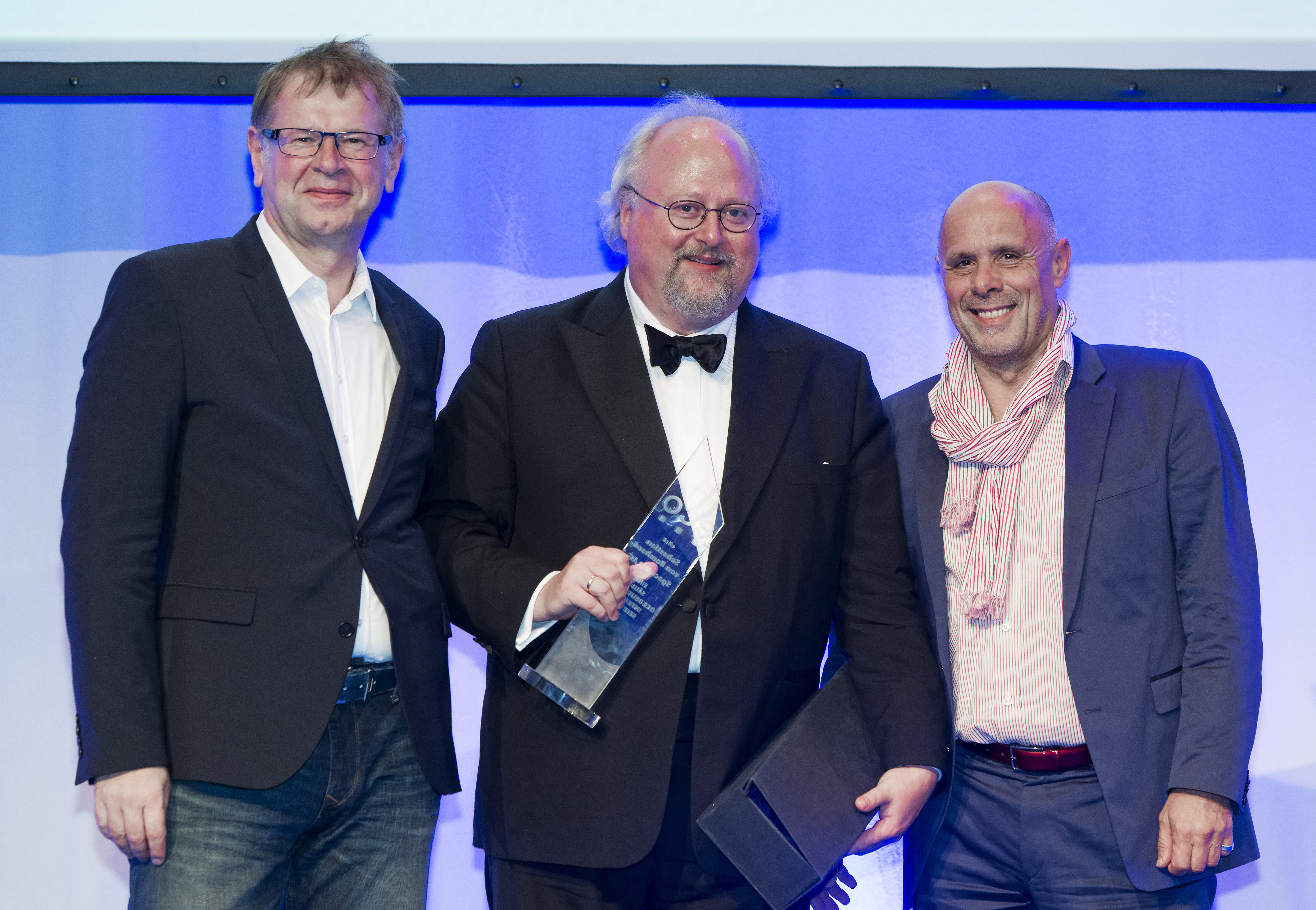
SpaceNet Award Gala 2014: Sebastian von Bomhard erhält Auszeichnung „Säule des Internets“, (vlnr) Arnold Nipper – Geschäftsführer Nipper Consulting, Sebastian von Bomhard, Harald A. Summa – Geschäftsführer eco e.V

Im Jahr 2014 wurde Sebastian von Bomhard von Eco, dem Verband der deutschen Internetwirtschaft e.V., für sein langjähriges Engagement in der Mitgestaltung des deutschen Internets mit dem Ehrenpreis „Säule des Internets“ ausgezeichnet.

## Autor und Herausgeber
Neben der journalistischen Tätigkeit für IT-Fachmagazine während seiner ersten Berufsjahre ist Sebastian von Bomhard auch als Herausgeber tätig. Zum fünfzehnjährigen Bestehen der SpaceNet AG im Jahr 2008 rief das Unternehmen zu einem Symposium im Münchner Rathaus zum Thema „15 Jahre Internet in Deutschland“ auf, das im Januar 2009 stattfand. Die dort zusammengetragenen Erinnerungen an die Entstehungszeit des deutschen Internets versammelte Sebastian von Bomhard in dem Buch World Wide Was? Anekdoten und Skurrilitäten aus der Pionierzeit des deutschen Internet, das im Dezember 2009 erschien.
Anlässlich des zwanzigsten Bestehens der SpaceNet AG lobte das Unternehmen 2013 erstmals den SpaceNet Award aus. Der Literatur- und Bildpreis wird seitdem im zweijährlichen Turnus vergeben. Sebastian von Bomhard fungiert auch für die Publikation der Gewinnertexte im hauseigenen Verlag als Herausgeber.
Er betreibt unter svb.bayern.net seit Februar 2008 einen eigenen Blog und bloggte darüber hinaus von 2008 bis 2016 zusammen mit einem Autorenkollektiv, zu dem Tim Cole, Michael Kausch, Christoph Witte, Ossi Urchs u. a. gehörten, unter czyslansky.net: „czyslansky.net ist 42, die Antwort auf alle Fragen, die schon vergebens gestellt und deshalb zu Recht vergessen wurden. Außer der einen: Wie es möglich war, dass sieben so unterschiedliche Menschen mit so unterschiedlichen Erfahrungen, Meinungen und Frisuren die Digitalisierung der Welt überleben konnten?“ Seit 2017 wird der Blog von Michael Kausch allein weitergeführt. Er hält darüber hinaus Vorträge zu netzpolitischen und IT-Themen. Von Juni 2014 bis August 2015 schrieb er als Gastautor für das Unternehmermagazin impulse.de.

## Publikationen
- Sebastian von Bomhard u. a. (Hrsg.): World Wide Was? Anekdoten und Skurrilitäten aus der Pionierzeit des deutschen Internet. SpaceNet-Verlag, München 2009, ISBN 978-3-00-029623-9.
- Sebastian von Bomhard (Hrsg.): 25 Jahre Internet in Deutschland: ein Vierteljahrhundert „Neuland“. SpaceNet-Verlag, München 2019, ISBN 978-3-944991085.